# Фијат линеа
Фијат линеа (итал. Fiat Linea) је аутомобил који је производила италијанска фабрика аутомобила Фијат. Производио се од 2007. до 2014. године.

## Историјат
Линеа је аутомобил ниже средње класе италијанског произвођача Фијата, и у једном моменту био је највећи Фијатов модел. Производио се у Турској, Индији, Бразилу и Русији.
Линеа је седан са четворо врата, прилагођен за удобан смештај пет особа, који је на тржишту заменио Фијат мареу. Овај модел направљен је и дизајниран тако да личи на свог претходника пунта, али и на Опелову корсу.